# Onthophagus stellio
Onthophagus stellio är en skalbaggsart som beskrevs av Wilhelm Ferdinand Erichson 1843. Onthophagus stellio ingår i släktet Onthophagus och familjen bladhorningar. Inga underarter finns listade i Catalogue of Life.